# Stránští ze Stránky
Stránští ze Stránky jsou starý český šlechtický rod, který pochází ze Stránky u Záp v okrese Praha-východ.

## Historie
Stránští ze Stránky a Greifenfelsu odvozují svůj původ od Martina Carla Stránského ze Stránky (1640–1726), který byl vysokým lobkovickým úředníkem. Jemu Leopold I. udělil 4. července 1682 rytířský stav dědičných zemí a Svaté říše římské spolu s dalším přídomkem „Greiffenfels“. Jeho synům Johannu Jacobovi a Martinu Josefu Stránským byl 28. září 1734 udělen Karlem VI. rytířský titul s predikátem „von Stranka“ potvrzený i pro české země a zároveň udělen zdejší inkolát.
Ve 40. letech 19. století byl původ všech Stránských od výše uvedených osob státními úřady z důvodu nedostatků v rodokmenu zpochybněn.